# Fagottino

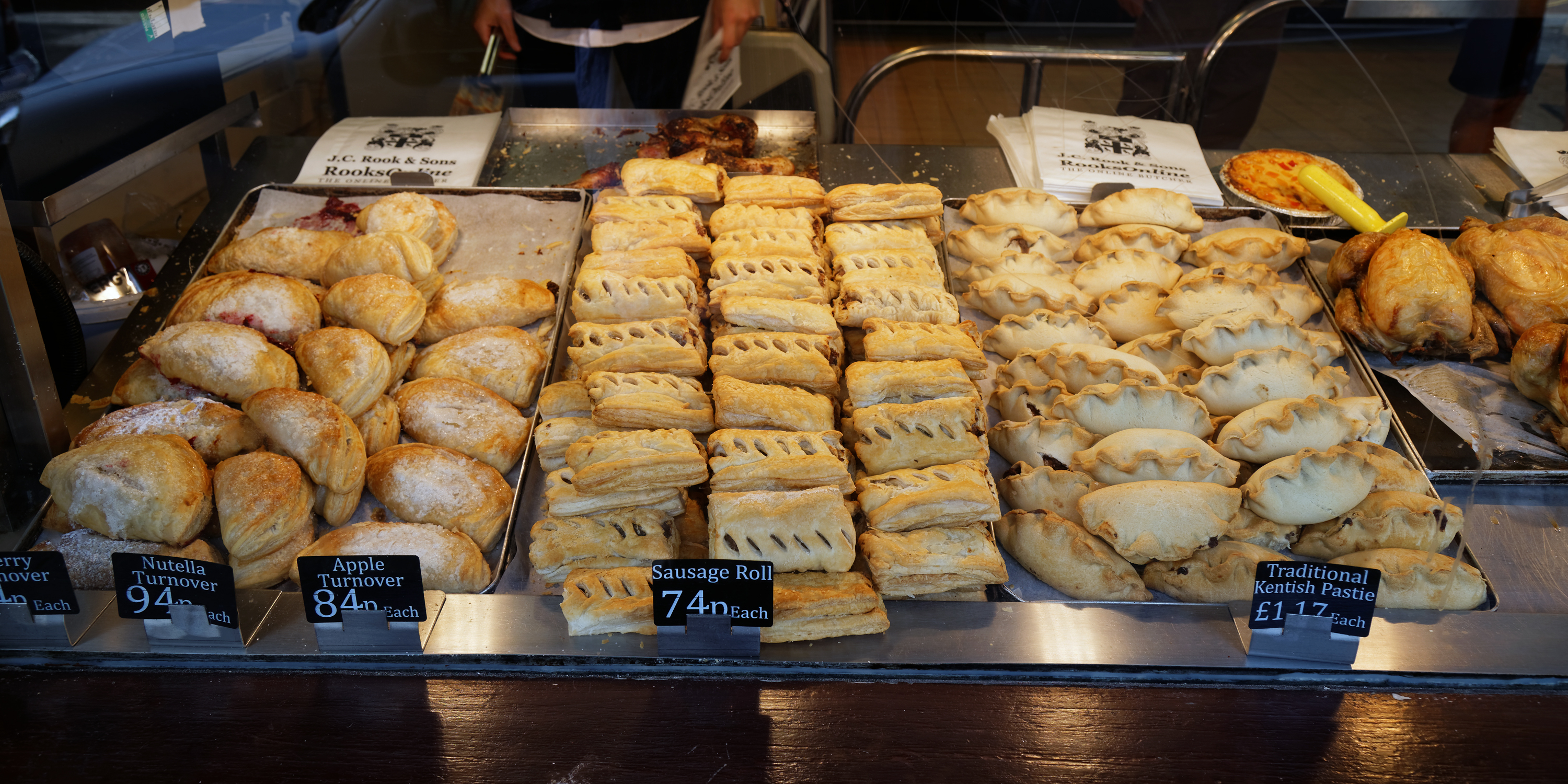
Fagottini esposti in un negozio di Broadstairs (Regno Unito)

Per  fagottino si intende un alimento dolce o salato che può avere varie forme e dimensioni, composto da un involto di pasta o crespella chiuso e rimboccato, che racchiude un ripieno. I fagottini possono essere cotti nel forno, o fritti nell'olio o nello strutto.
Se sono di carne si parla invece di involtini.

## Diffusione

### In India
La cucina indiana annovera fra le sue ricette il samosa, un cibo da strada fritto nell'olio con una farcia di patate, cipolle e piselli.

### In Italia
Tra le ricette della cucina campana vi sono dei fagottini a base di salsa di pomodoro e formaggi come il calzone napoletano, risalente all'Ottocento e ripieno di salumi, verdure e uova il più piccolo panzerotto e i fagottini di melanzane con un ripieno di pasta di lungo formato. Il pasticciotto e il fruttone leccesi sono altri due tipici fagottini italiani. Si possono anche citare le panada sarde, che hanno un ripieno di carne e patate.

### Nel Regno Unito
Nel Regno Unito sono tipiche diverse torte come quella ripiena di mele e cannella, la pot pie, il noto Cornish pasty, e il bridie scozzese con carne macinata.

### Nell'America del Sud
Le empanada, originarie della Spagna ma diffuse prevalentemente nel Sud America e le Filippine, sono fagottini ripieni di carne e verdura a forma di mezzaluna. Ne esistono numerose varianti.

## Galleria d'immagini

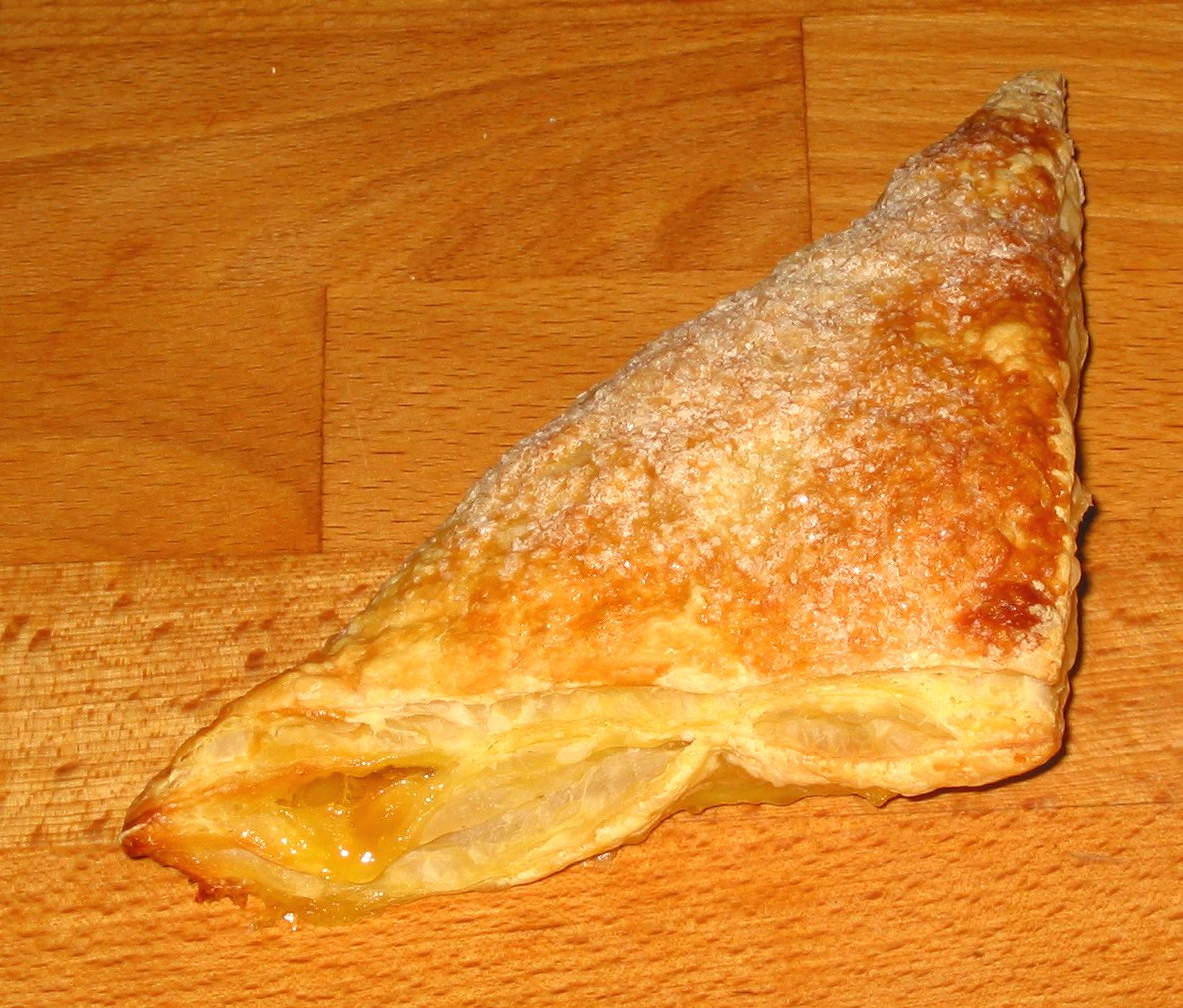
Appelflap
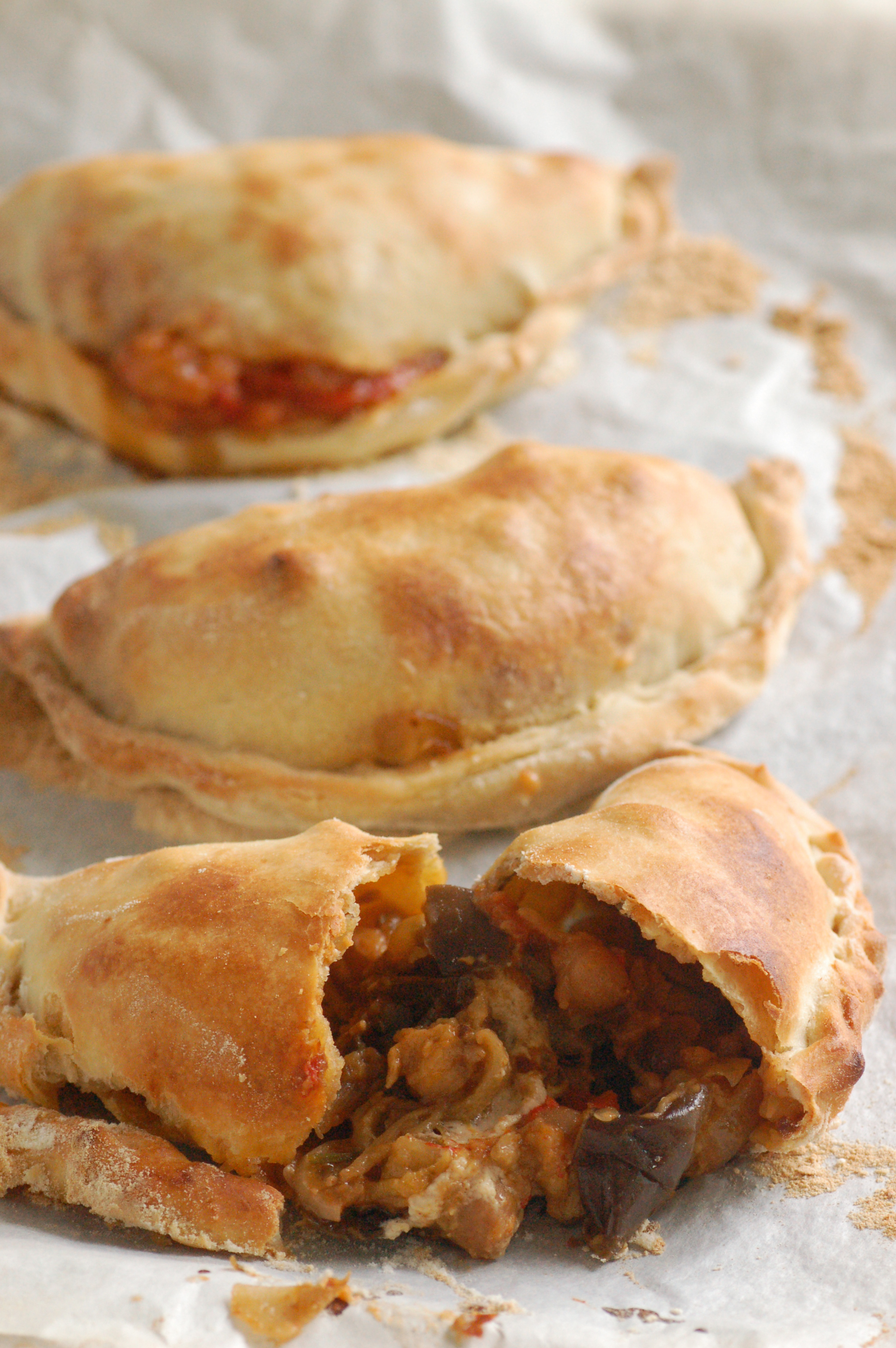
Empanada con ripieno di verdure
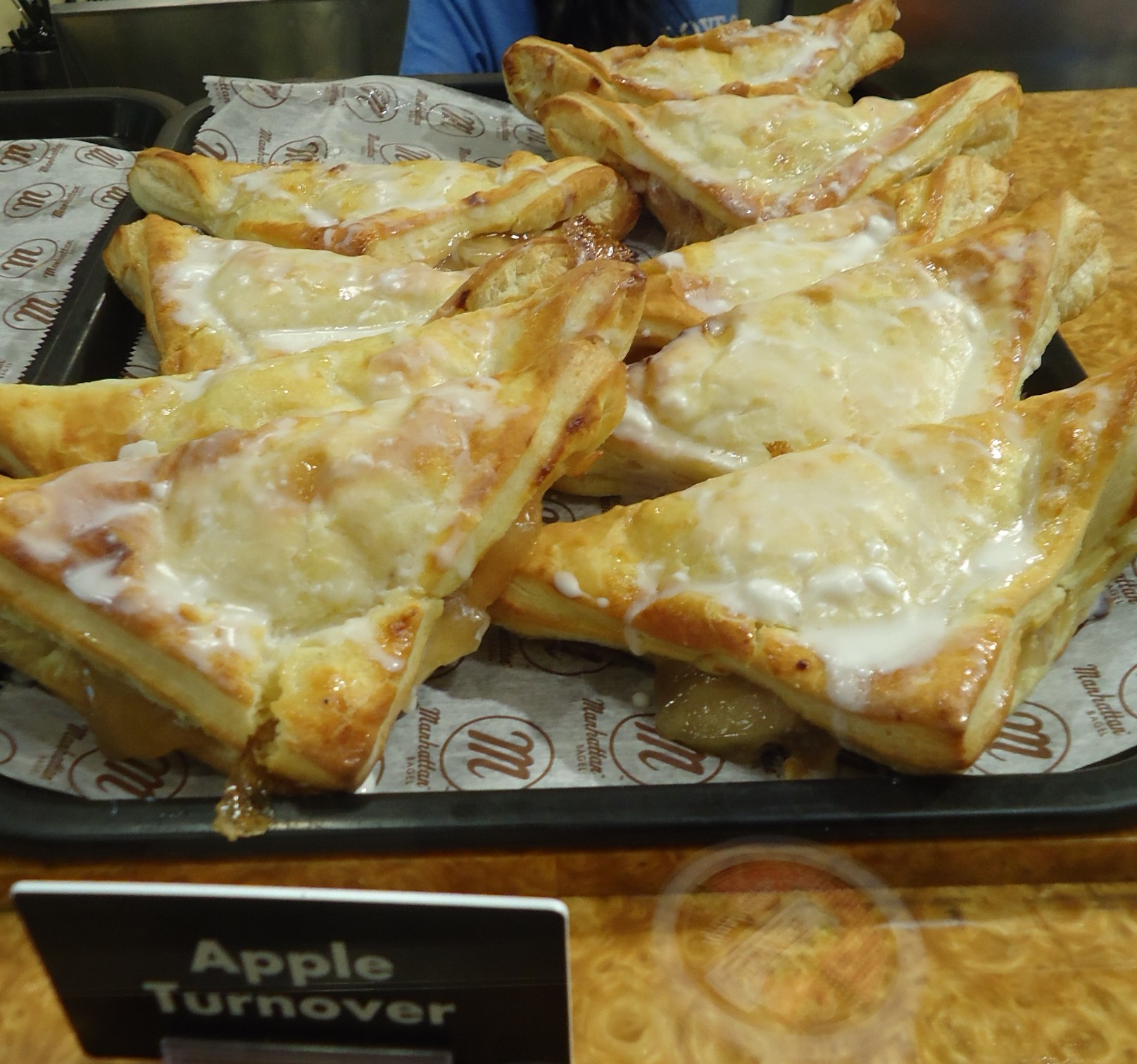
Fagottini di mele
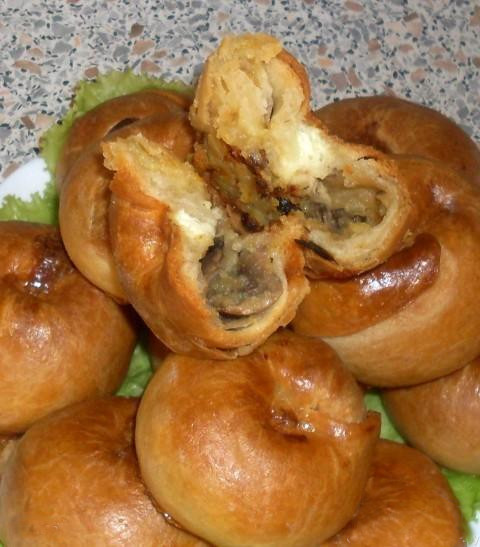
Knish
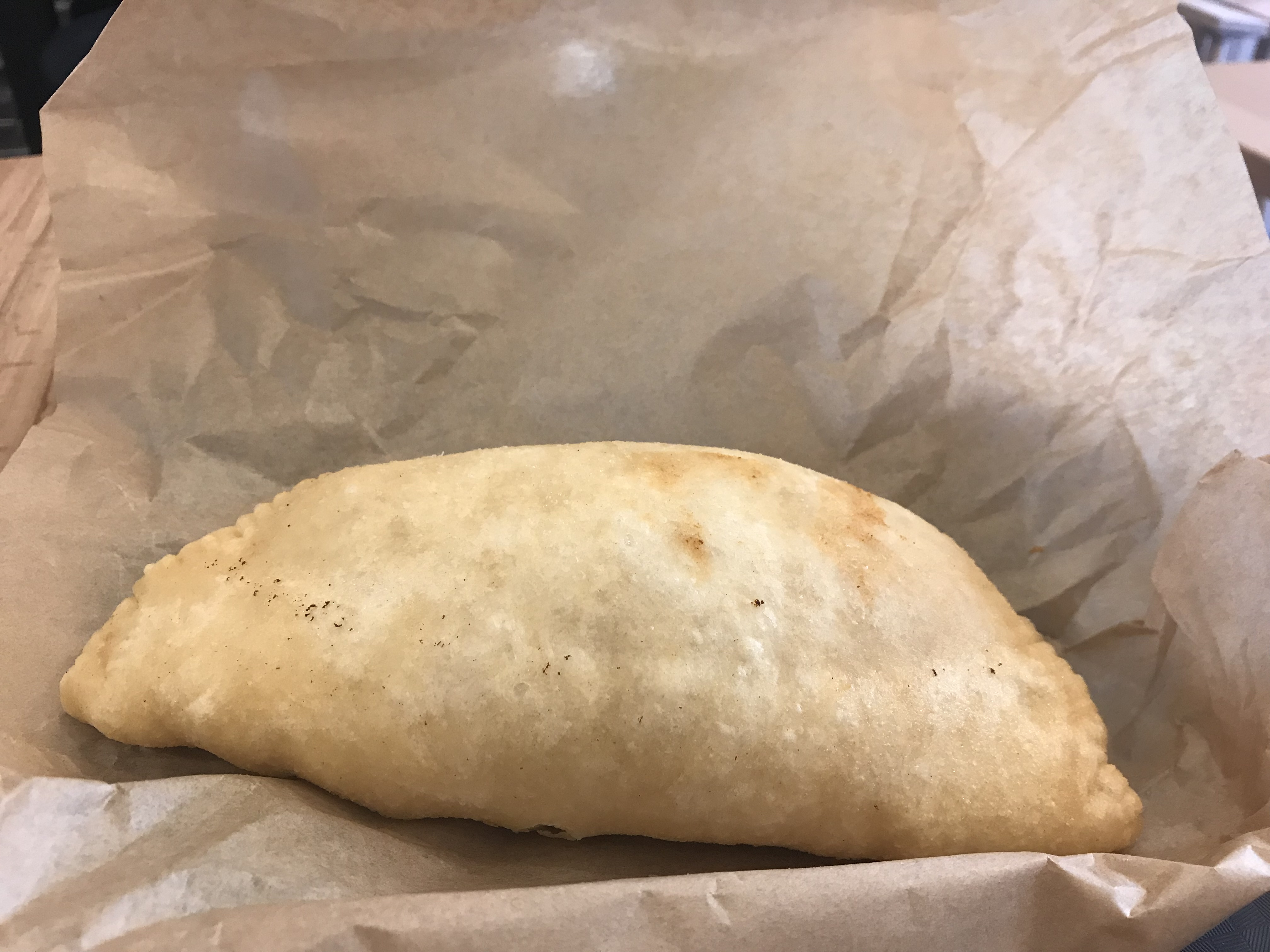
Panzerotto
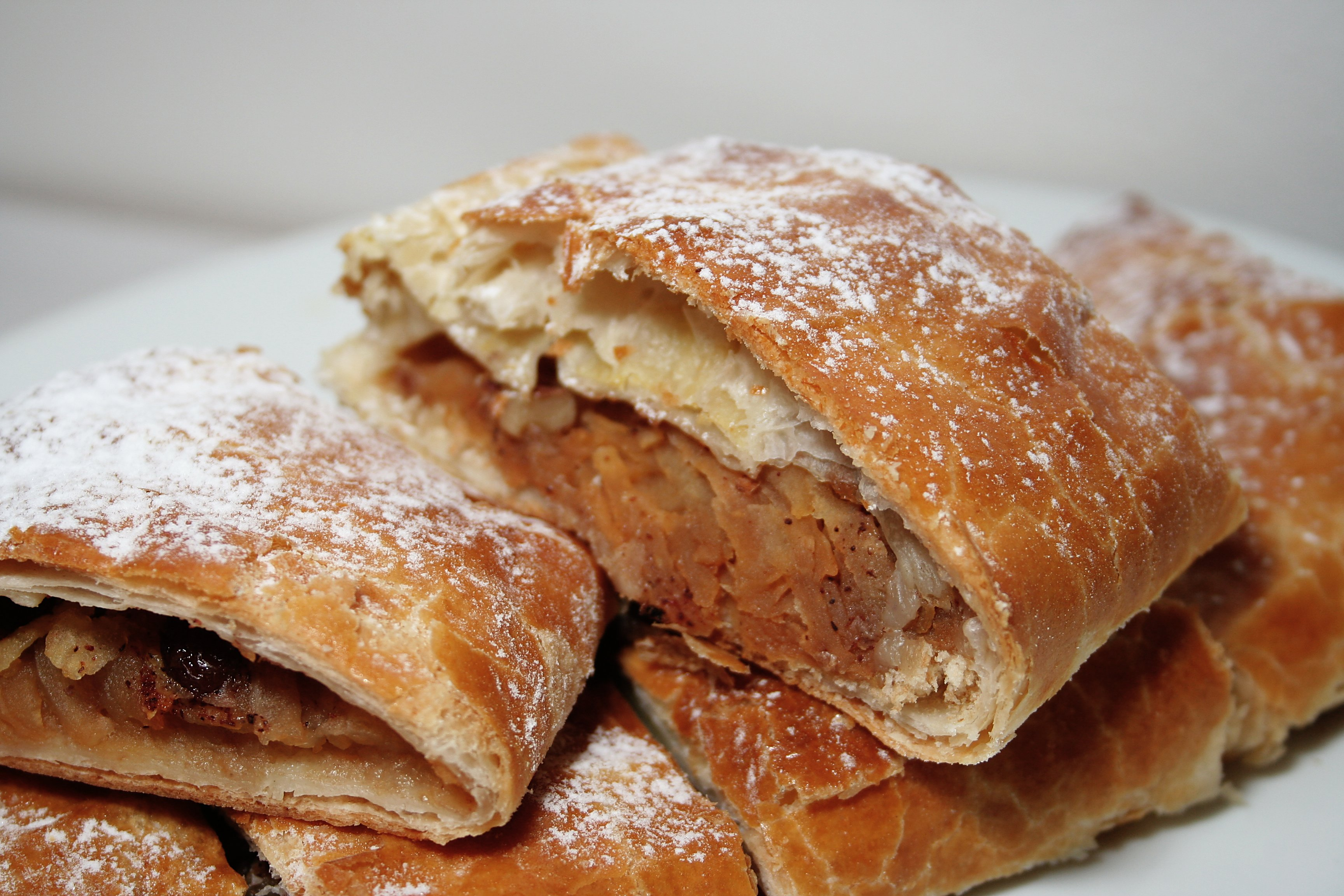
Strudel